# Nausdorf
Nausdorf ist ein bewohnter Gemeindeteil der Stadt Lenzen (Elbe) des Amtes Lenzen-Elbtalaue im Landkreis Prignitz in Brandenburg.

## Geografie
Der Ort liegt sieben Kilometer nordöstlich von Lenzen (Elbe) und 21 Kilometer westnordwestlich von Perleberg, dem Sitz des Landkreises Prignitz. Die Nachbarorte sind Steesow im Norden, Rambow und Boberow im Nordosten, Mankmuß im Osten, Birkholz im Südosten, Ferbitz im Süden, Leuengarten, Lenzen (Elbe) und Klein Sterbitz im Südwesten, sowie Bochin im Nordwesten.
Nausdorf liegt zwischen dem Rambower Moor im Nordosten und dem Rudower See im Südwesten in einem schmalen Einbruchtal des Gorleben-Rambower Salzstocks etwa zwanzig bis dreißig Meter unterhalb der umgebenden Altmoränenlandschaft. Das Tal ist Teil des UNESCO-Biosphärenreservats Flusslandschaft Elbe. Nausdorf ist durch den Bau von Ferienhäusern und -siedlungen zu Zeiten der DDR (ab Beginn der 1970 er Jahre) touristisch geprägt.

## Geschichte
Um 1800 gehörte der Ort zum Lenzenschen Kreis in der Provinz Prignitz; ein Teil der Kurmark der Mark Brandenburg. In einer Beschreibung dieser Landschaft aus dem Jahr 1804 wurde das an einem See gelegene Dorf mit insgesamt 108 Einwohnern angegeben und als Besitzer ein von Arensdorf genannt. Seinerzeit waren hier acht Ganzbauern, ein Kossäte, ein Büdner und acht Einlieger ansässig. Darüber hinaus waren 19 Feuerstellen, 120 Morgen Holz und eine Wassermühle vorhanden. Letztere befand sich im Besitz eines von Möllendorf zu Wustrow. Die Bewohner waren nach Bochin eingepfarrt und der Adressort war Lenzen.

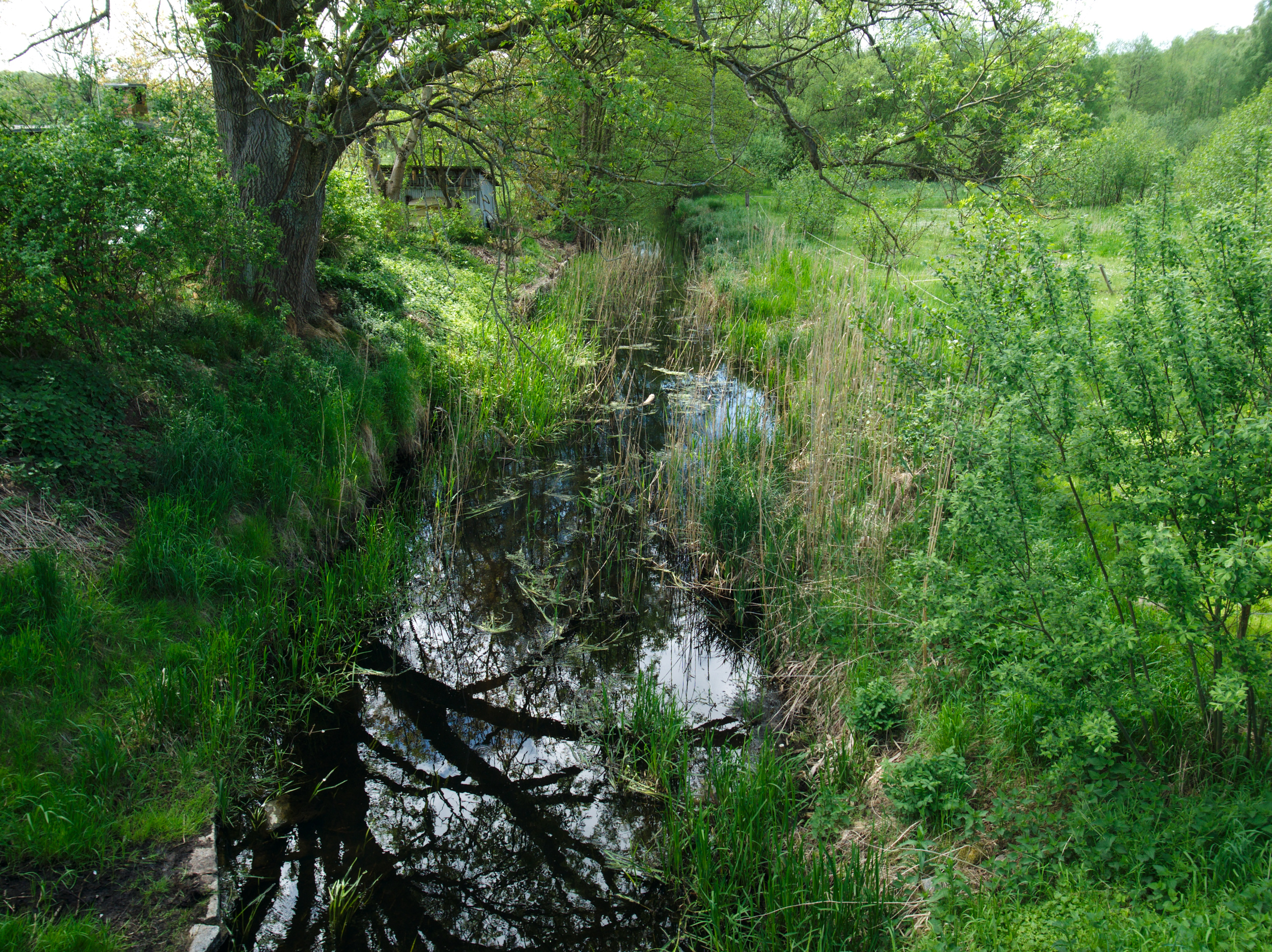
Nausdorfer Kanal bei Nausdorf

In den Jahren 1862 bis 1879 wurde der fünf Kilometer lange Nausdorfer Kanal erbaut und 1924/25 zu seiner heutigen Größe ausgebaut.